# Labirint (roman)
Roman Labirint (1979) Nade Matičič je šolski roman o življenju mladine, njihovih staršev in profesorjev. 

## Vsebina
Dogajanje teče v vzporednih zgodbah profesorice slovenščine Ane Malovrh in dijakinje četrtega letnika gimnazije Jasne Andolšek. Za stiske in težave mladih je kriva potrošniška družba (materialne dobrine in značajski kalupi). Krivi pa so tudi pedagogi, saj so med plemenitimi in prizadevnimi tudi spletkarski in povzpetniški. 
Ana se zavzema za skrbnejšo in natančno rabo jezika, opozarja na pomanjkljivosti šolskega sistema. Naveličala se je pedagoškega poklica, saj meni, da mladih več ne navdihuje in da je pri vzgoji dijakov naredila več napak: učenci so se psihično znašali nad njo, pisali po zidovih, da jo bodo ubili in podobno. Šolski sistem je zid, preko katerega kot pedagog ne more in ne sme, zato čuti nemoč. O težavah se je lahko pogovarjala samo s profesorico Tanjo, ki jo imenuje Sončnica. Ozračje pedagoškega dela označi kot labirint samomučenja in sumničenj. Tudi na zasebnem področju ima smolo s partnerji, po šestih letih razmerja je čutila vedno večjo odtujenost do partnerja. Zaljubila se je v profesorja Jerneja Kovača, ki pa ga odvrne od sebe zaradi neodločnosti.
17-letna dijakinja Jasna se nad družbo zgraža, meni, da ima napačne vrednote. Njena družina jo venomer opozarja na napake, ki jih počne, in zanje krivi teto Lucijo, ki je Jasno vzgaja v svobodnjaštvu, brez prepovedi. Starša sta konformista, kar sta želela tudi od Jasne, ki pa se s tem ni mogla nikoli sprijazniti. Zapelje jo učitelj Mrak in ji ponudi boljši položaj v družbi. Jasna obiskuje njegove seanse s klavirjem, kjer jo posili. Zanosi in naredi splav. To je naredil tudi njeni sošolki Pii. Po daljšem premisleku sta se odločili, da vse povesta ravnatelju, ki pa ni ukrepal. Padli sta pri treh predmetih pri učitelju Mraku, saj je bil ravnatelj na njegovi strani. 
Jasna se je spraševala, zakaj jo še sploh obiskuje. Profesorji so hitre jeze, dijakom ne znajo prisluhniti, ne pogovarjajo se o življenju in med seboj so kakor tujci. Počutila se je osamljeno, nihče je ni jemal resno, tudi s profesorico Ano je imela na začetku težave, ampak je edino njej lahko zaupala svoje poglede na smrt, minevanje, nevidnost v družbi in osamljenost. Ana je Jasno imenovala goflja, na začetku je namreč o njej imela drugačno mnenje kot na koncu četrtega letnika, ko je ugotovila, da imata podoben pogled na svet. 
Jasna je naredila samomor zaradi stisk, ki so v njej rasle že od majhnih nog. Starši je niso podpirali, sramovali se je, bolela jo je slaba izkušnja v ljubezni z Damijanom. Po njeni smrti so objavili zapiske z naslovom Zapiski Jasne Andolškove. Tam je svojo stisko razložila in pomagala Ani preboleti odpor do pedagoškega dela, vlila ji je upanje in moč, da vztraja in skuša spremeniti, kar se pač da. 

## Kritike
"V romanu tudi ni moč prezreti avtoričine osebne zavzetosti, kar je gotovo plod njenih osebnih izkušenj. Prav zato, ker izhaja iz osebnih izkušenj, pa je roman prepričljiv." (Ščavničar 1995: 88)
"Čeprav Matičičeva v tem romanu najde med dijaki kar precej svetlih izjem, ne bi mogli reči, da razume stiske sodobne mladine, zato si večkrat pomaga z bujnim fabuliranjem, ki jo zavede na rob prepričljivosti. [...] Čeprav se pisateljica spopada z nadvse aktualnimi problemi, ostaja nazadnje samo črno-bela razdelitev učencev: na eni strani kulturno razgledani in pogumni, na drugi strani pa brezbrižna večina, produkt potrošniške mrzlice." (Debeljak 1983: 37)
"Izhodišče novega romana Nade Matičič LABIRINT je brez dvoma družbenokritično. Avtorica niti najmanj ne prikriva kar osebne prizadetosti in želje, močne želje, da s tem svojim delom nekaj spremeni, pa ne le v zavesti bralcev, ampak dejansko v življenju, se pravi predvsem v šoli, v šolstvu, v razmerah okrog le-teh. Junakinji romana, profesorica slovenščine Ana Malovrh in njena dijakinja Jasna Andolšek, čeprav prideta ničkolikokrat druga z drugo v konflikt, bojujeta, vsaka na svojem mestu in vsaka s svojimi sredstvi, avtoričin boj zoper družbeno zlo, in sama usoda obeh — Jasna konča s samomorom, Ana se, zavedajoč se nadosebnega poslanstva, odreče ljubezenski sreči, ki se z določeno zakasnitvijo nasmehne tudi njej — naj bi delovala kot (v bistvu zunajliterarni) apel na občo človeško skupnost. Aktualnost tega klica je izsilila malone naturalistično drastiko v obravnavi življenjskega okolja študentov in profesorjev — kaj takega je (se zdi) neverjetno (mi je pravila žena, profesorica), da bi profesor tako načrtno zapeljeval nedolžne dijakinje, jih silil k skupinskemu seksualnemu izživljanju, potem pa še dobival potuho pri ravnatelju šole .. . in avtorica ne varčuje z živimi, zlasti pa temnimi barvami niti pri opisovanju degradacije človeških odnosov v razredu ali pa v zbornici. Razen menda dveh profesorjev ter enega dijaka, bolj abstraktnih likov, ni v romanu prave, tople človeške pozitivitete. Še sama Ana, katera se bojuje — in žrtvuje — v imenu pravice in človečnosti, je vsa polna značajskih slabosti: nestanovitnosti, razdražljivosti, nepopustljivosti. Seveda, sliki, ki jo Labirint v tako mračni izdelavi ponuja, ni kaj oporekati: takšen pač je pogled Nade Matičič, pogled in namen, kajti namerno hoče vznemirjati in izzivati. Vse to žlahtno družbenopopravljalsko hotenje, ta pedagoško poudarjena ihta bi morala ostati kje na pol (ali prej na četrt) poti, če ne bi bila, sama po čisto literarni plati irelevantna, podkrepljena z močno slovstveno ustvarjalno disciplino in osredotočenostjo, ki je avtorici omogočila skleniti zgodbo Ane in Jasne v kompozicijsko uravnovešeno celoto precej razgibane tektonike, toda hkrati trdne (samo ponekod le malce preveč razbohotene) stilno dovršene prozne pripovedi. Tega romana vsekakor ni brati zgolj v njegovem družbenoproblemskem aspektu: koncept in tudi umetniška realizacija Labirinta ne dopuščata dvomiti, da je avtorica v to delo vložila vse svoje pisateljske zmožnosti." (Benhart 1981: 197,198)
"Slovenska pisateljica Nada Matičič, ki je 22. julija letos umrla v sežanski bolnišnici, nam je zapustila tudi bogat bohinjski opus. [...] V njenih realistično napisanih romanih se zrcali polpreteklo in sodobno življenje slovenskega mestnega in podeželskega človeka. Lotevala se je tudi problematike šolstva, saj jo je kot pedagoginja dobro poznala (Labirint, Daj mi roko, Veronika itd.). Nekaj njenih romanov je avtobiografskih; tak je njen zadnji roman Njeno dolgo potovanje, ki je leta 2002 ob njeni 80-letnici izšel pri Mladinski knjigi v Jubilejni zbirki. [...] (Cvetek 2004: 22)